# Pinguicula rotundiflora
Pinguicula rotundiflora är en tätörtsväxtart som beskrevs av M. Studnicka. Pinguicula rotundiflora ingår i släktet tätörter, och familjen tätörtsväxter. Inga underarter finns listade i Catalogue of Life.